# تمييز الأنماط

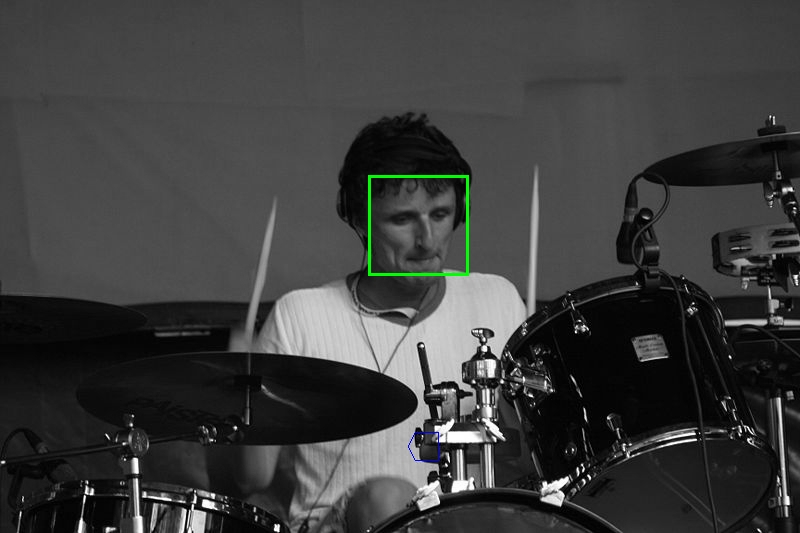

تمييز الأنماط أو التعرف على الأنماط أو التعرف على النماذج (بالإنجليزية Pattern recognition) هو أحد فروع علم تعلم الألة وبشكل عام الذكاء الاصطناعي ، وتهدف البحوث والتقنيات الخاصة بهذا العلم إلى إيجاد أو تطوير تقنيات للتعرف على أنماط أو هياكل محددة في الإشارات الرقمية، حيث يمكن للإشارة أن تمثل صورة تحوي حرف مكتوب أو مقطع موسيقي أو مقطع كلامي يمثل كلمة أو حتى نص حاسوبي، ويمكن أن يكون النمط المطلوب التعرف عليه هو الحرف الذي تحويه الصورة أو الآلة المستخدمة في المقطع الموسيقي أو الكلمة الملفوظة في المقطع الكلامي أو تحديد ما إذا كان النص الحاسوبي يتحدث عن الفيزياء أو الأدب أو السياسة...

## توصيف المسألة
نريد بناء نظام يحتفظ بمجموعة من النماذج P1, P2, ...., Pn ، وعندما يقوم المستخدم بإدخال إشارة ما P، على النظام أن يقرر النموذج Pi الذي تمثله هذه الإشارة.

## الهيكل العام لنظم التعرف على النماذج
- اكتساب المعلومات (Data Acquisition): يتم فيها الحصول على الدخل الذي نريد التعرف عليه من المستخدم.
- معالجة الإشارة قبل بدء التعرف (Preprocessing): في هذه المرحلة نقوم بإزالة التشويش من الإشارة وتحويلها إلى شكل نظامي (Normal Form) باستخدام التقييس (Scaling) وعمليات أخرى بسيطة. الهدف هو حصول على إشارة «نظيفة» تسهل على باقي المراحل العمل.
- استخلاص الخصائص المميزة (Feature Extraction): في هذه المرحلة يتم إيجاد صفات وخصائص من الإشارة تساعد على تحديد النموذج (النمط) الذي تمثله.

فمثلاً في مجال التعرف على الكلام، فإن المعلومات اللغوية في الإِشارة هي التي تحدد الكلمة، وليست المعلومات التي تحدد المتكلم أو حالته النفسية. لو استطعنا استخلاص المعلومات اللغوية بشكل دقيق، يصبح التعرف أسهل (إذ نكون قد حذفنا معلومات أخرى غير مفيدة في التعرف). لا يمكن بسهولة فصل المعلومات اللغوية، لذلك نقوم بمجموعة من العمليات التي تساعد في ذلك ثم تقوم بحساب مجموعة من القيم التي تحدد الكلمة المطلوبة وكلما اختلفت هذه القيم من أجل النماذج المخزنة، كلما كان الاستخلاص أفصل، إذا يصبح التمييز بينها سهل.
- التصنيف (Classification): هنا الدخل هو شعاع من الخصائص المميزة، وعلينا تحديد أي من النماذج المخزنة يمثلها هذا الشعاع. هناك عدة تقنيات كالشبكات العصبية وغيرها..

## تطبيقات
- التعرف على الكتابة: التعرف على الأحرف في الصورة التي تحوي كتابة وتحويلها إلى نص حاسوبي
- التعرف على الكلام: التعرف على الكلام الملفوظ في نص صوتي وتحويله إلى نص حاسوبي
- التعرف على المتكلم: معرفة من هو الشخص الذي يتكلم في مقطع صوتي (من ضمن مجموعة من الأشخاص الذين يحتفظ النظام بمقاطع صوتية (نموذج) عن كلامهم).

## اقرأ أيضا
- تمييز الأشياء

## وصلات خارجية
عن تمييز الأنماط (بالإنجليزية)